# Барр (город)
Барр (фр. Barr) — город и коммуна на северо-востоке Франции в регионе Гранд-Эст (бывший Эльзас — Шампань — Арденны — Лотарингия), департамент Нижний Рейн, округ Селеста-Эрстен, кантон Оберне. До марта 2015 года коммуна являлась административным центром упразднённого кантона Барр (округ Селеста-Эрстен). Коммуна расположена на винном пути Эльзаса.
Площадь коммуны — 20,61 км², население — 6599 человек (2006) с тенденцией к росту: 7137 человек (2013), плотность населения — 346,3 чел/км².

## Население
Население коммуны в 2011 году составляло 6971 человек, в 2012 году — 7052 человека, а в 2013-м — 7137 человек.
| 1962 | 1968 | 1975 | 1982 | 1990 | 1999 | 2006 | 2008 | 2011 | 2012 | 2013 |
| ---- | ---- | ---- | ---- | ---- | ---- | ---- | ---- | ---- | ---- | ---- |
| 4207 | 4268 | 4157 | 4511 | 4839 | 5892 | 6599 | 6748 | 6971 | 7052 | 7137 |

Динамика населения:

## Известные личности
- Теодор Пармантье (1821—1908) — генерал, лексикограф, музыкальный критик (родился в Барре)

## Экономика
Основу экономики Барра определяют виноделие и туризм.
В 2010 году из 4335 человек трудоспособного возраста (от 15 до 64 лет) 3277 были экономически активными, 1058 — неактивными (показатель активности 75,6 %, в 1999 году — 73,2 %). Из 3277 активных трудоспособных жителей работали 2860 человек (1522 мужчины и 1338 женщин), 417 числились безработными (195 мужчин и 222 женщины). Среди 1058 трудоспособных неактивных граждан 364 были учениками либо студентами, 331 — пенсионерами, а ещё 363 — были неактивны в силу других причин.

## Достопримечательности (фотогалерея)

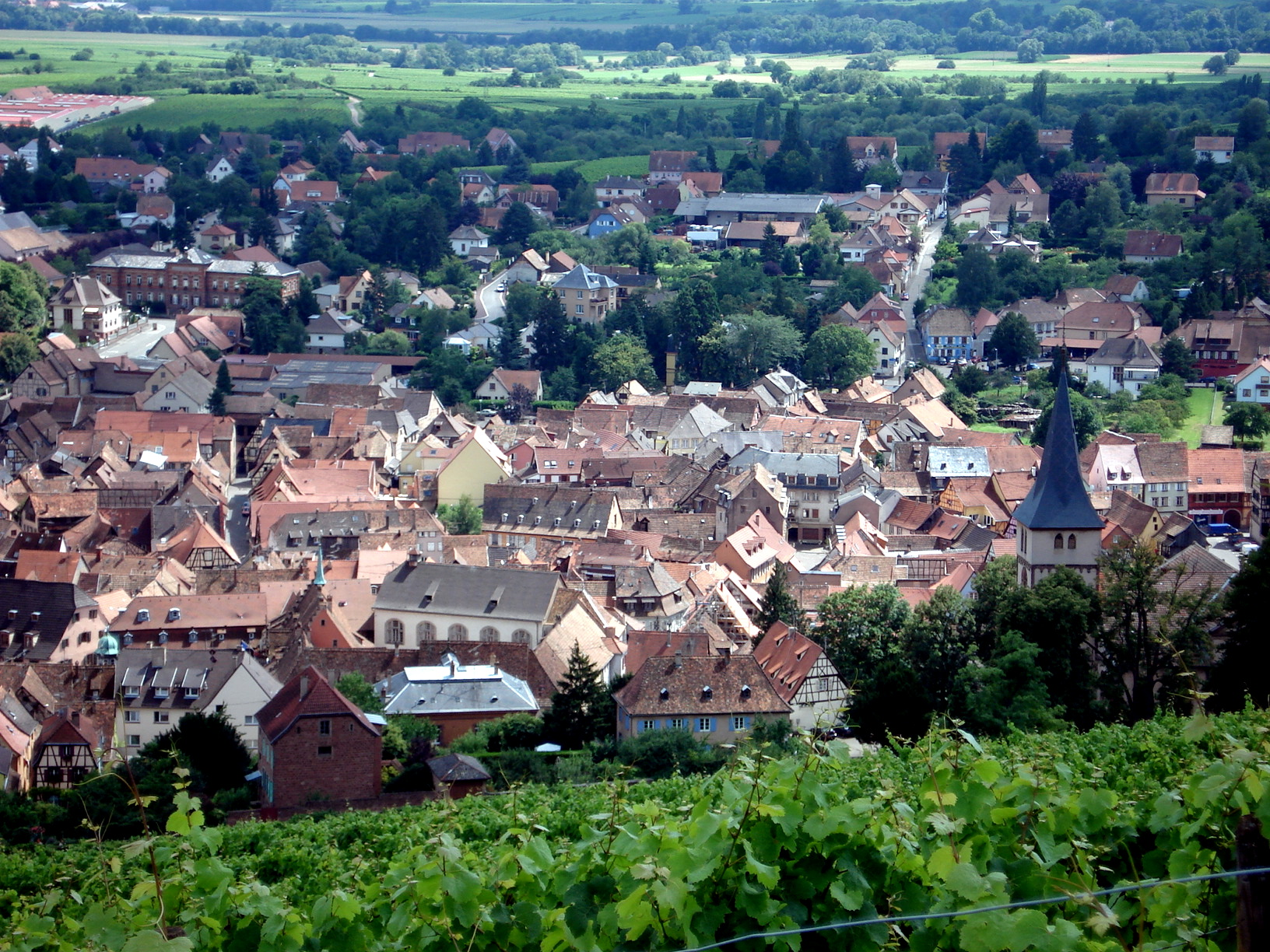
Вид на коммуну
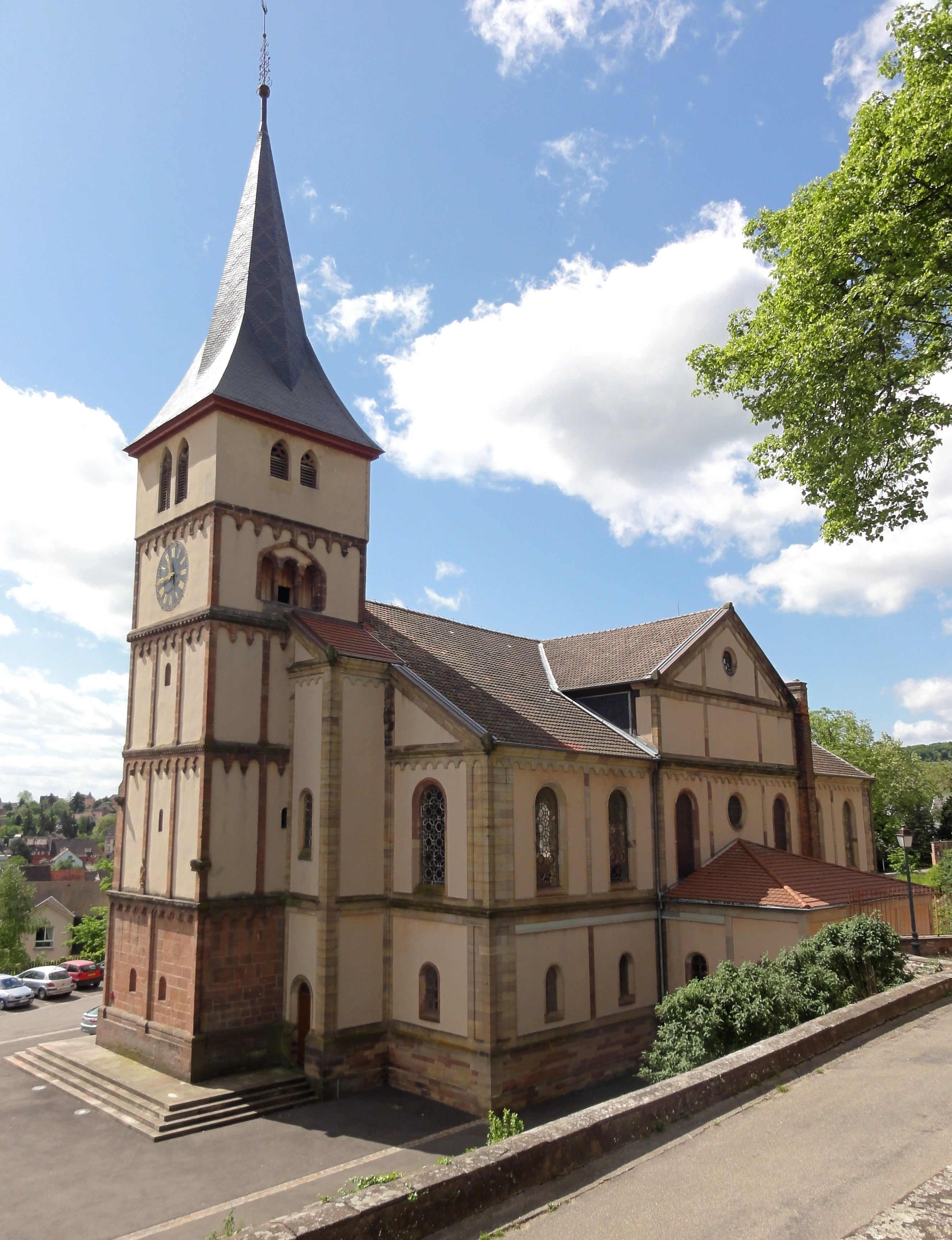
Протестантская церковь
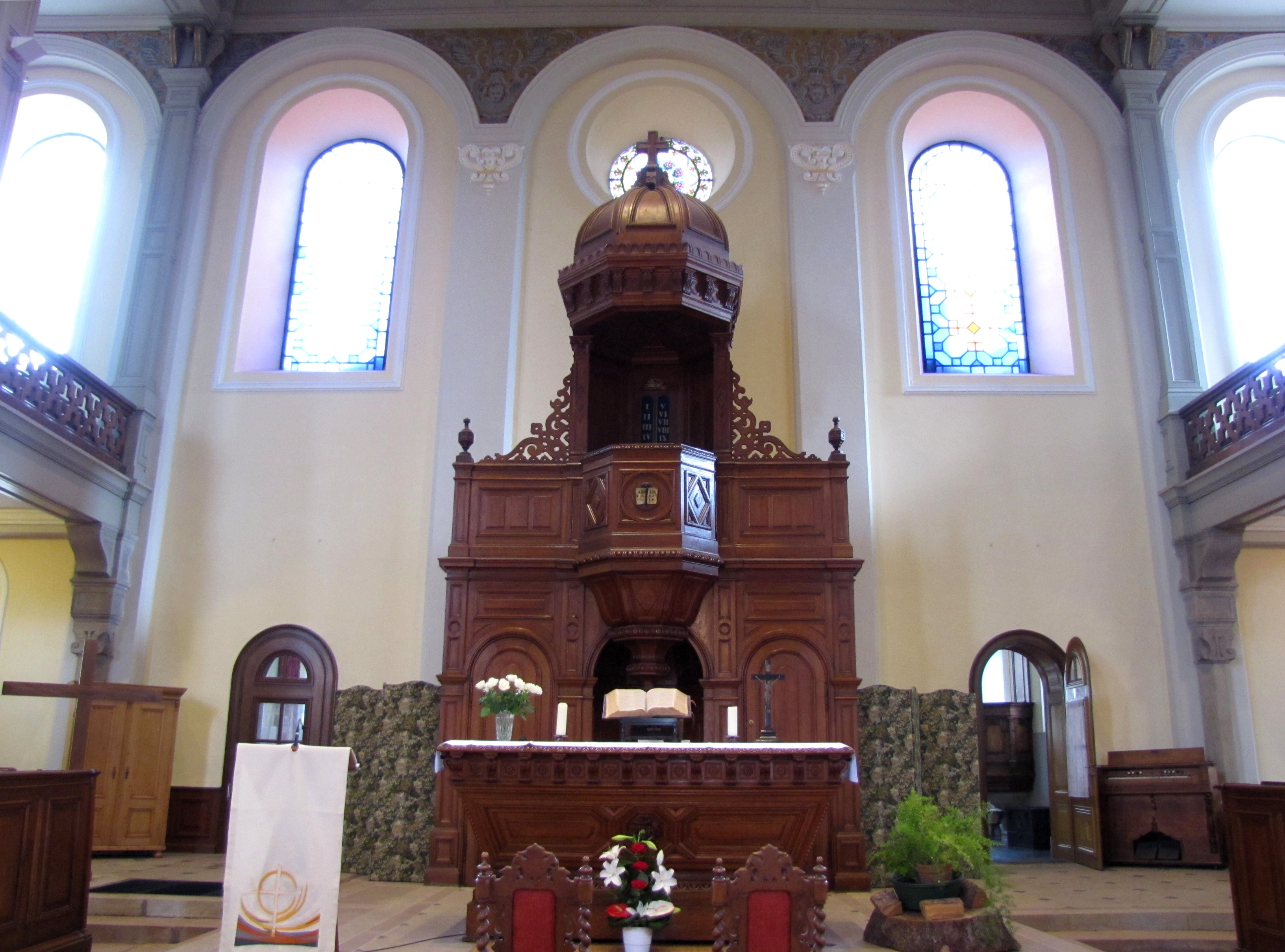
Интерьер
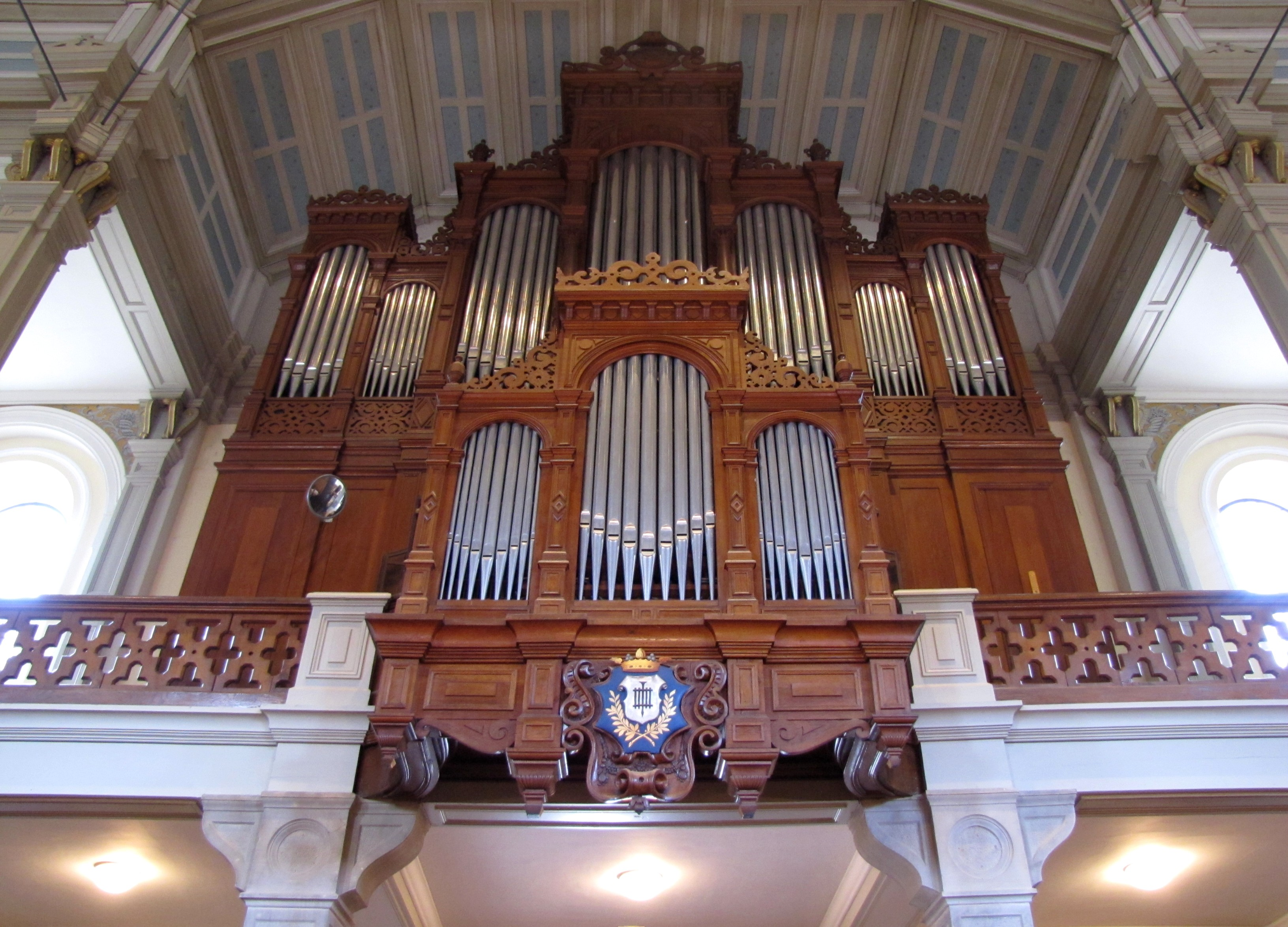
Орган (1852)
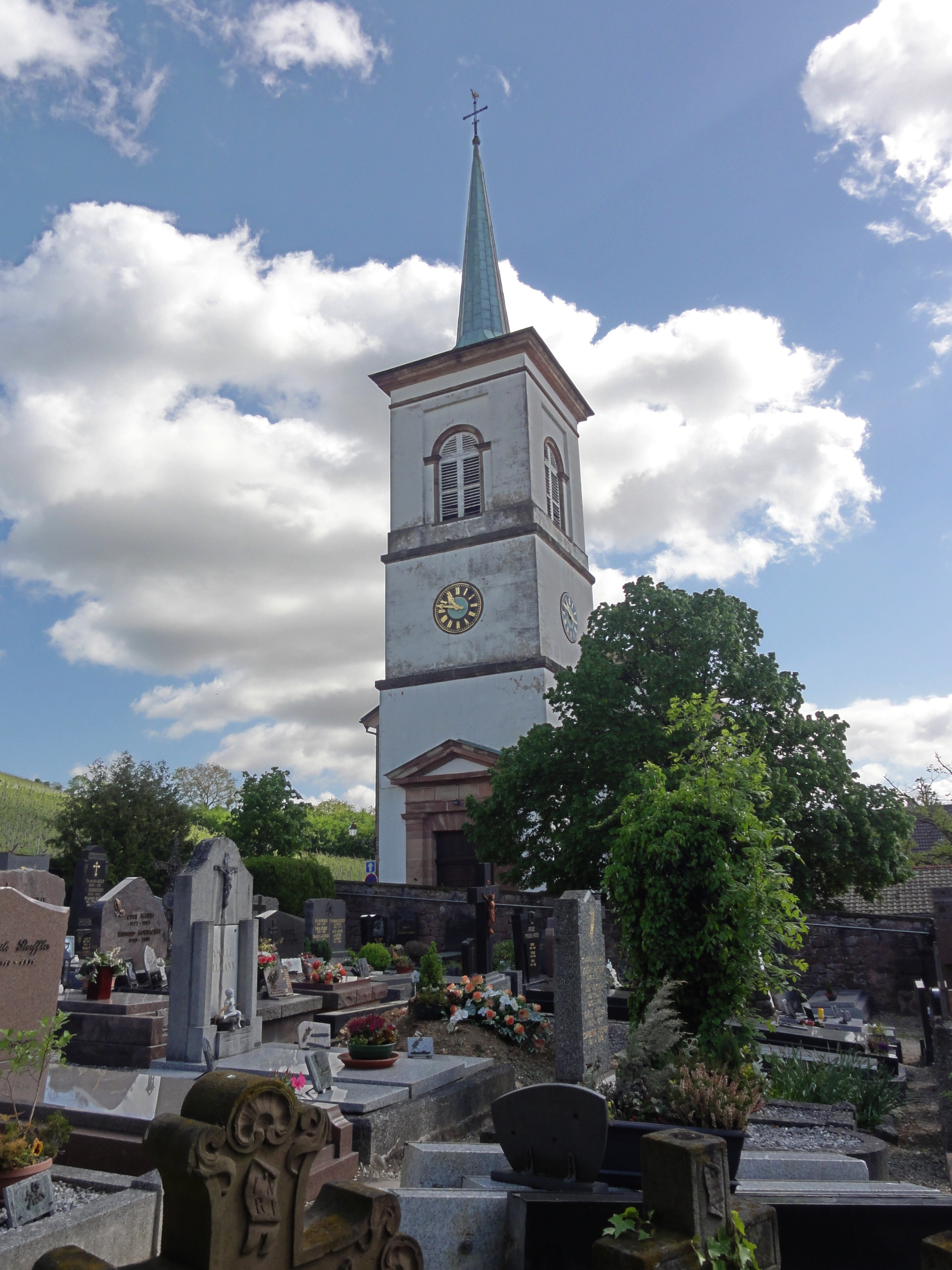
Католическая церковь
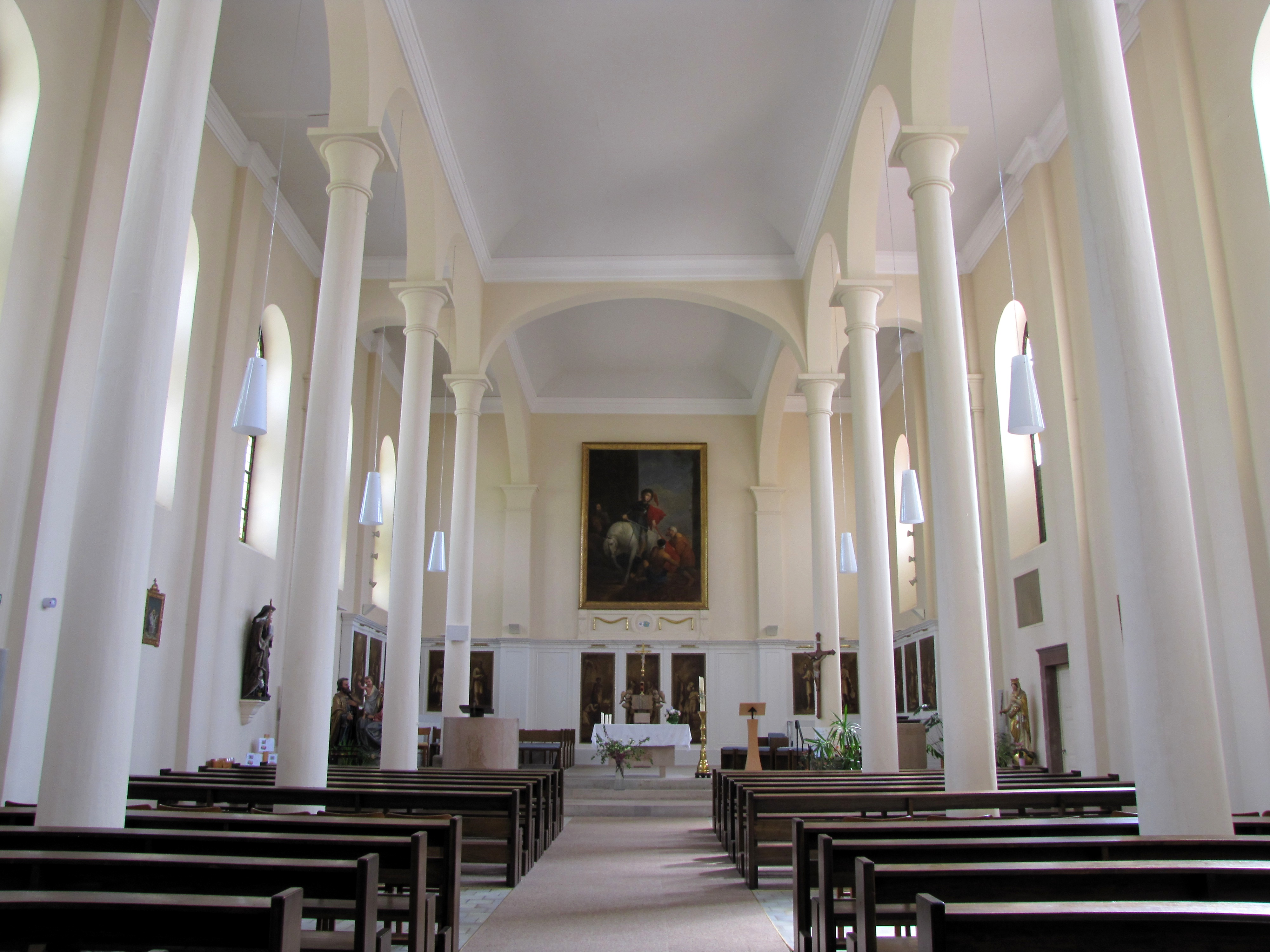
Интерьер
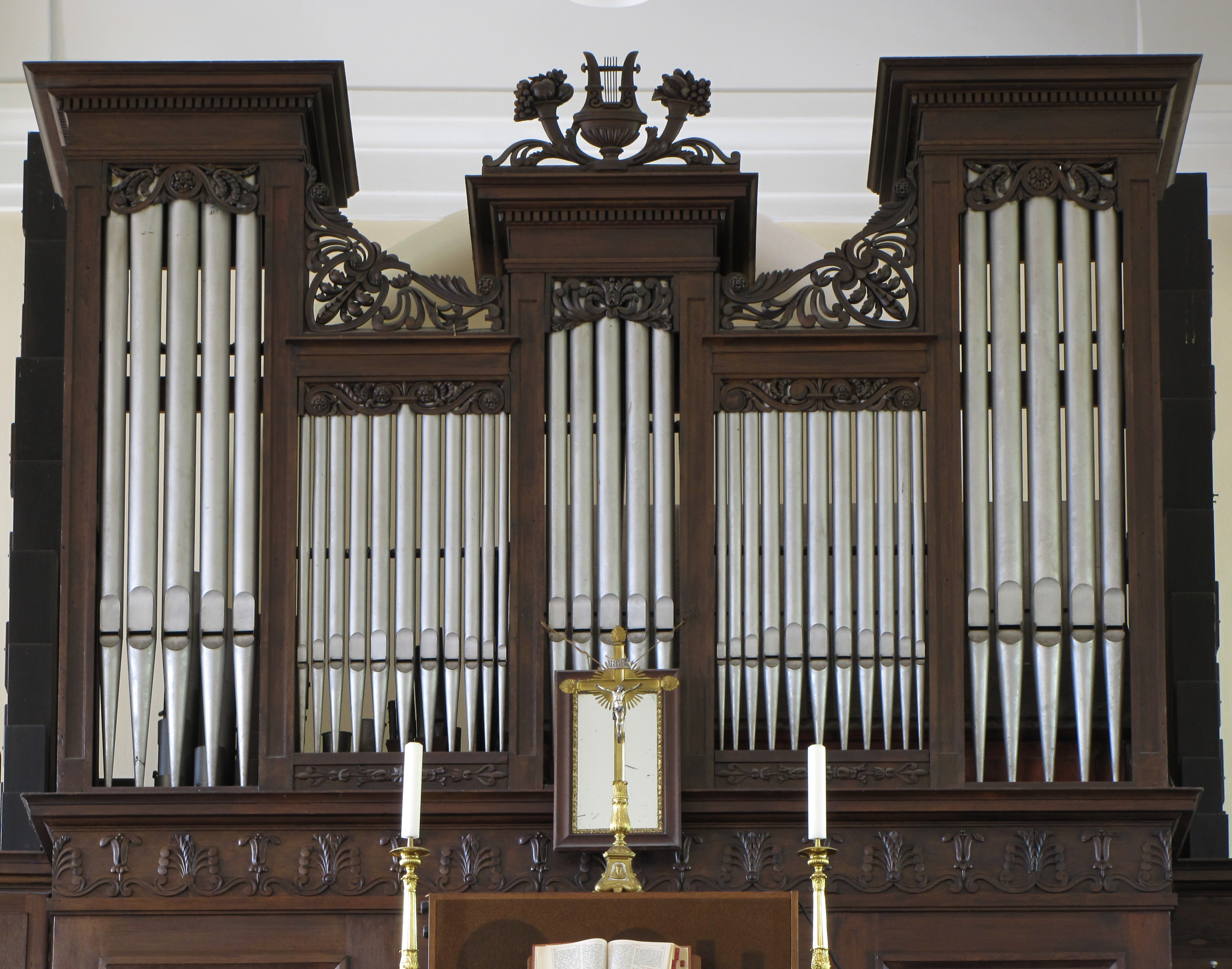
Орган (1826)
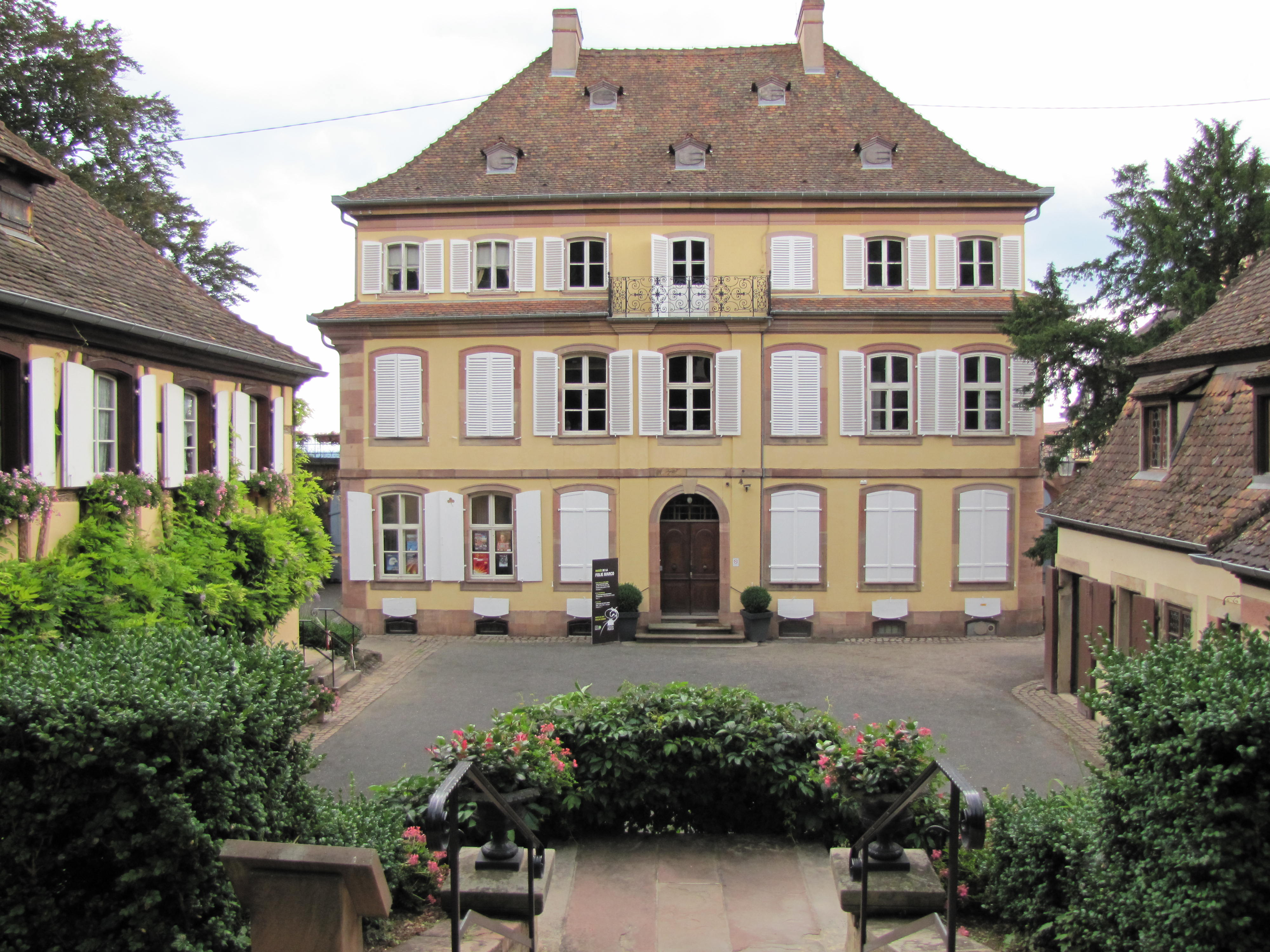
Здание музея Марко (1763)
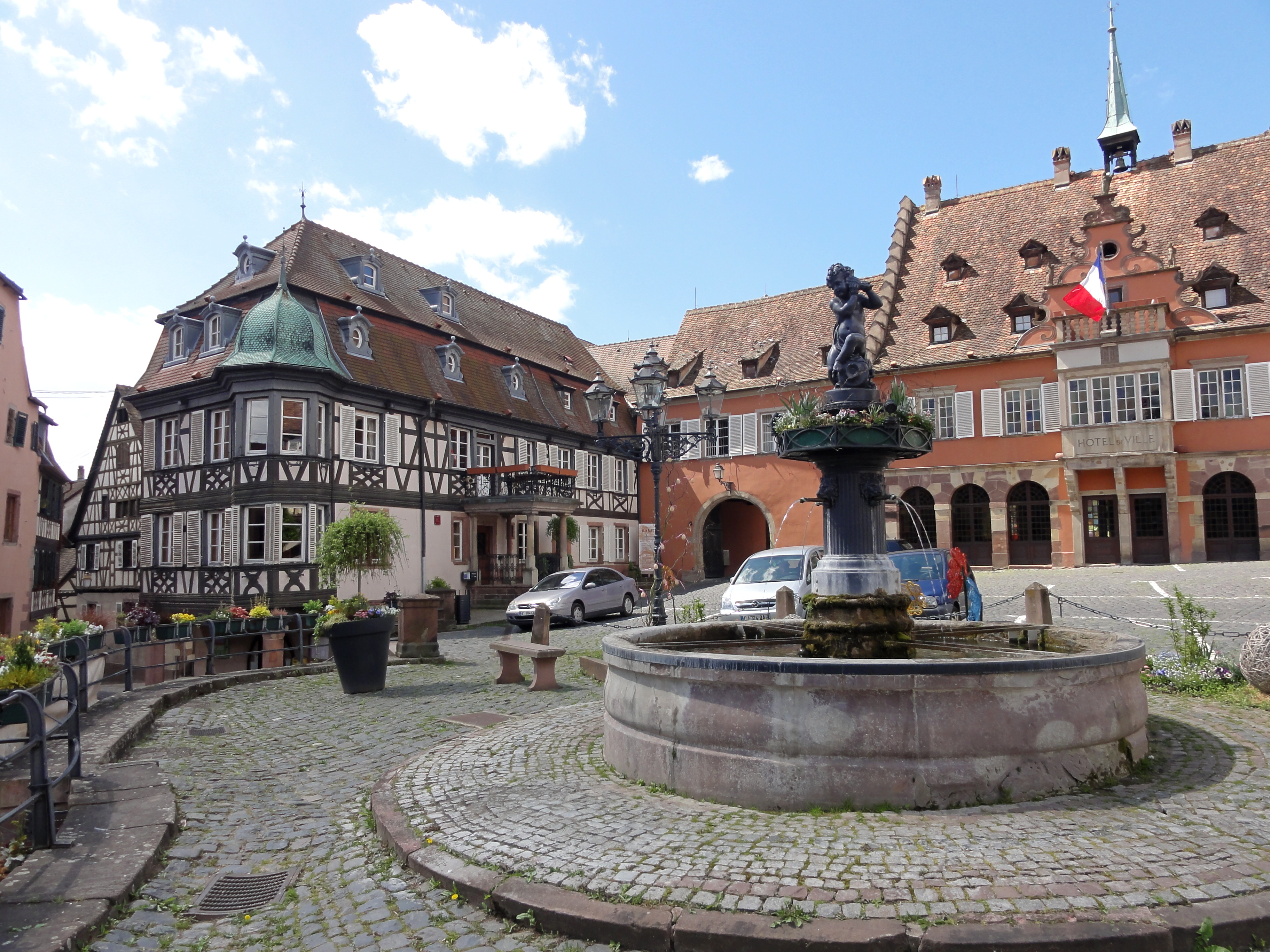
Фонтан (1876)